# Royal Affair
Pour plus de détails, voir Fiche technique et Distribution.
Royal Affair ou Liaison royale au Québec (En kongelig affære) est un film dramatique historique dano-tchèque, coécrit et réalisé par Nikolaj Arcel, sorti en 2012.
Il est inspiré de la liaison entre la reine Caroline-Mathilde de Danemark et Johann Friedrich Struensee et adapté du roman Prinsesse af blodet de Bodil Steensen-Leth.
Présenté au cours du Festival international du film de Berlin, le film remporte deux Ours d'argent et il représente le Danemark aux Oscars 2013 dans la catégorie meilleur film en langue étrangère.

## Synopsis
Danemark, 1770. Le roi Christian VII (Mikkel Boe Følsgaard) est sur le trône, mais son instabilité mentale le rend incapable d'exercer sa charge et de régner sur le pays. Inquiets, les ministres du royaume font appel à l'intelligent et séduisant docteur Johann Friedrich Struensee (Mads Mikkelsen), praticien imprégné des idées révolutionnaires des Lumières. Il devient l'amant de la reine Caroline-Mathilde (Alicia Vikander), délaissée par le roi Christian qui préfère fréquenter les maisons closes. Son arrivée au sein de la cour va alors tout bouleverser : Struensee va rallier la reine à ses idées et pousser le roi à guider le royaume sur la voie d'importantes réformes sociales, vingt ans avant la révolution française.

## Fiche technique
- Titre original : En kongelig affære
- Titre français : Royal Affair
- Titre québécois : Liaison royale
- Titre international : A Royal Affair
- Réalisation : Nikolaj Arcel
- Scénario : Rasmus Heisterberg et Nikolaj Arcel d’après Prinsesse af blodet de Bodil Steensen-Leth
- Direction artistique : Niels Sejer
- Costumes : Manon Rasmussen
- Photographie : Rasmus Videbæk
- Montage : Kasper Leick et Mikkel E.G. Nielsen
- Musique : Cyrille Aufort et Gabriel Yared
- Production : Meta Louise Foldager, Sisse Graum Jørgensen et Louise Vesth
- Sociétés de production : DR TV, Film i Väst, Sirena Film, Sveriges Television, Trollhättan Film AB et Zentropa Entertainments
- Pays d’origine :  Danemark /  Suède /  République tchèque
- Langue : Danois, suédois et allemand
- Format : Couleurs - 35mm - 2.35:1 - Son Dolby numérique
- Genre : Drame, historique et biopic
- Durée : 137 minutes
- Dates de sortie :
  - Allemagne 16 février 2012 (Berlinale 2012)
  - Danemark : 29 mars 2012
  - France : 21 novembre 2012

## Distribution
- Mads Mikkelsen (VF : Yann Guillemot) : Johann Friedrich Struensee, médecin du roi
- Alicia Vikander (VF : Capucine Lespinas) : Caroline-Mathilde de Grande-Bretagne, la reine
- Mikkel Boe Følsgaard ( VF : David Maisse) : Christian VII de Danemark, le roi
- Trine Dyrholm (VF : Véronique Ataly) : Juliane-Marie de Brunswick-Wolfenbüttel, la reine douairière
- David Dencik (VF : Antoine Nouel) : Ove Høegh-Guldberg, théologien meneur de l’opposition
- Bent Mejding (VF : Michel Ruhl) : Johann Hartwig Ernst Bernstorff
- Thomas W. Gabrielsson (en) (VF : Benoist Brione) : le comte Schack Carl Rantzau (en)
- Cyron Bjørn Melville (en) (VF : Emmanuel Lemire) : Enevold Brandt
- Søren Malling (VF : Hugues Boucher) : Johann Hartmann
- Laura Bro (VF : Sylvia Conti) : Louise von Plessen, dame d’honneur de la reine Caroline
- John Martinus : le comte Christian Ditlev Reventlow
- William Jøhnk Nielsen (VF : Rémi Caillebot) : Frédéric VI de Danemark, prince héritier
- Rosalinde Mynster (VF : Claire Beaudoin) : Natasha
- Erika Guntherová (VF : Claire Beaudoin) : une dame d’honneur
- Klaus Tange (en) (VF : Manuel Bonnet) : le ministre
- Harriet Walter : la princesse Augusta de Saxe-Gotha-Altenbourg
- Julia Wentzel (VF : Marie Perez) : Louise Augusta

Source et légende : Version française (V. F.) sur AlloDoublage

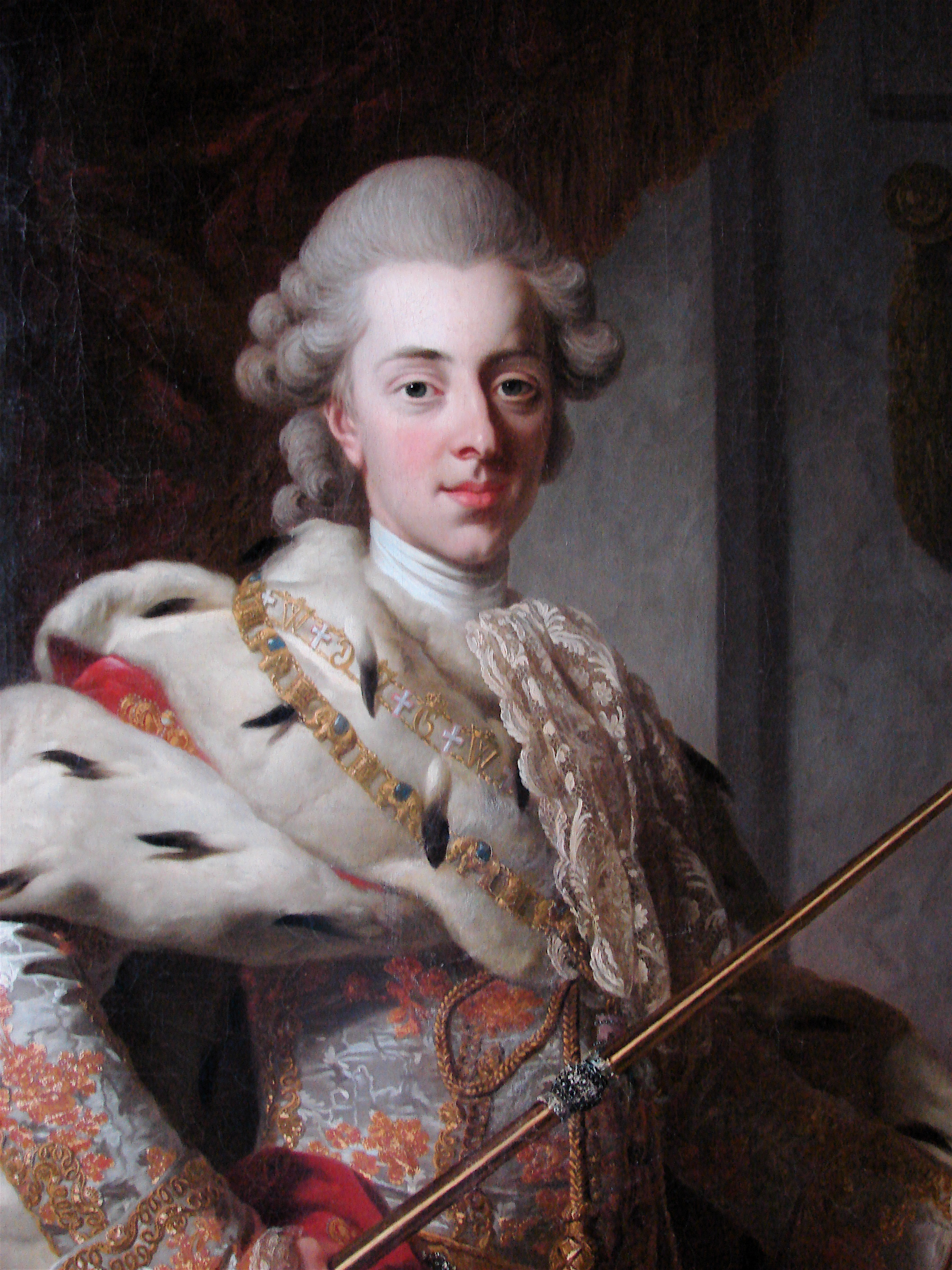
Christian VII, roi de Danemark.
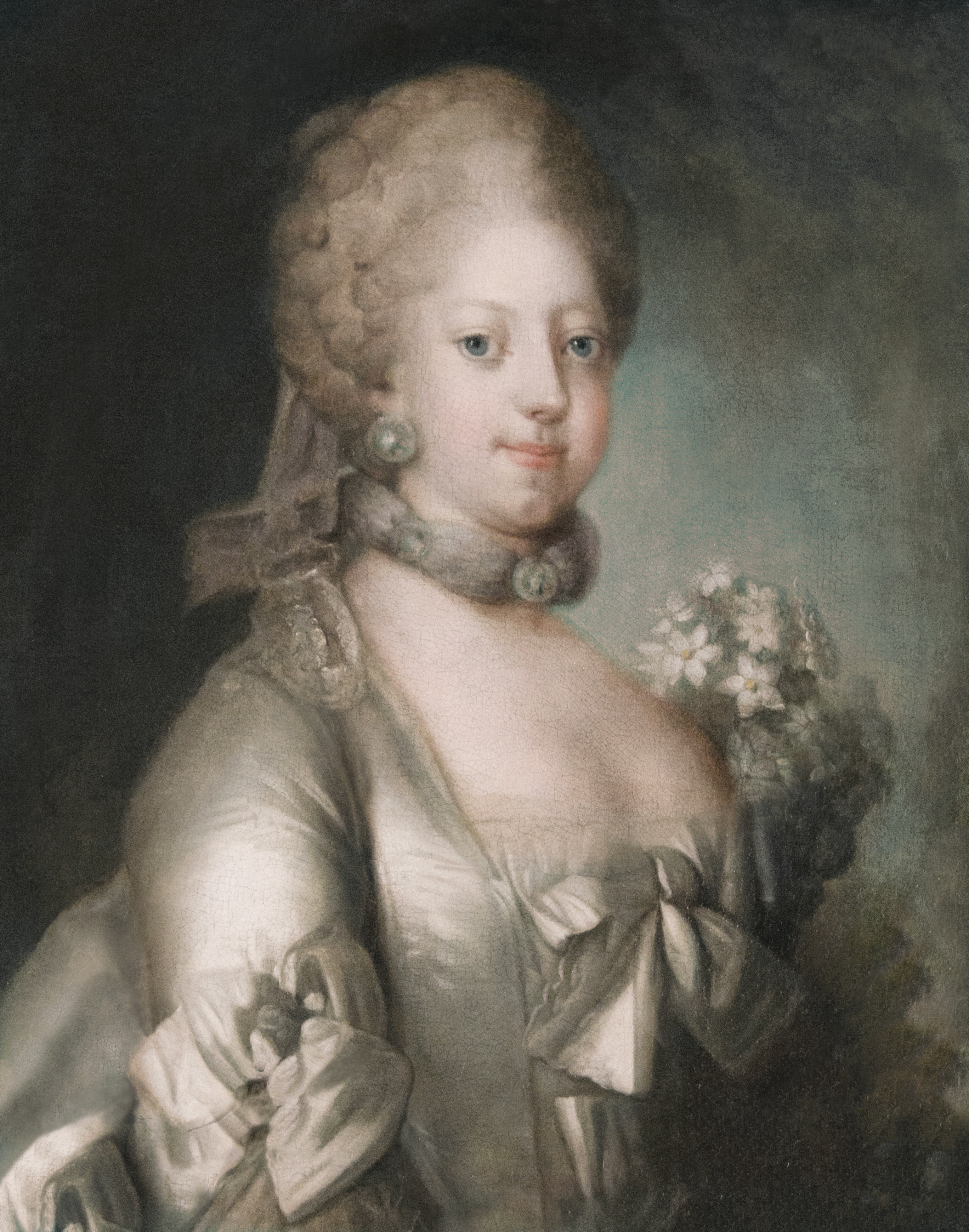
La reine Caroline-Mathilde de Grande-Bretagne.
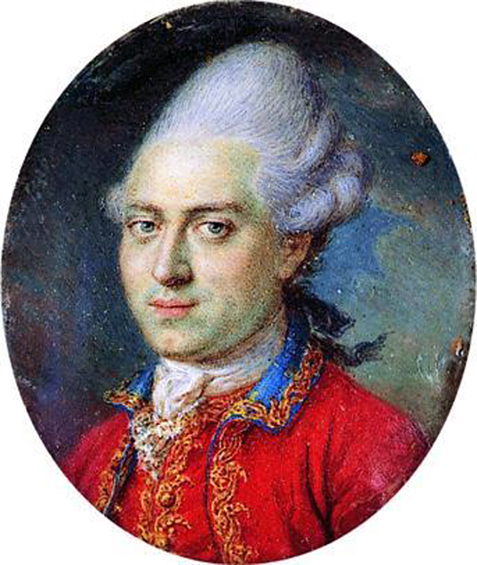
Johann Friedrich Struensee, médecin du roi.

## Distinctions

### Récompenses
- Berlinale 2012 : Ours d'argent du meilleur scénario et Ours d'argent du meilleur acteur pour Mikkel Boe Følsgaard
- Satellite Awards 2012 : Meilleurs costumes
- Women Film Critics Circle Awards 2012 : Meilleur film et Karen Morley Award
- Robert du meilleur réalisateur 2013

### Nominations
- Festival international du film de Toronto 2012 : sélection « Gala Presentations »
- Golden Globes 2013 : Golden Globe du meilleur film étranger
- Oscars 2013 : Meilleur film en langue étrangère